# 赵其国
赵其国（1930年2月25日—2023年1月3日），中国土壤地理学家。

## 生平
出生于湖北武汉。1949年考入武汉大学农艺学系，后因院系调整转入华中农学院就读，1953年毕业于华中农学院。1991年当选为中国科学院学部委员(院士)。中国科学院南京土壤研究所研究员。曾任南京土壤研究所所长、中国土壤学会理事长。